# ランパンプスのオールナイトニッポン0(ZERO)
『ランパンプスのオールナイトニッポン0(ZERO)』（ランパンプスのオールナイトニッポンゼロ）はニッポン放送で2017年4月4日（4月3日深夜）から2018年3月26日（3月27日深夜）まで放送された、お笑いコンビのランパンプス（小林良行、寺内ゆうき）がパーソナリティを担当するラジオ番組である。

## 概要
2017年1月から行われた『オールナイトニッポン50周年・パーソナリティオーディション』を勝ち抜き（応募者数、693組）、月曜パーソナリティに就任。起用理由についてニッポン放送では「真面目な小林と毒のある寺内、両者の対比が面接のときにも際立っており、2人なら深夜3時の生放送に、新たな風を吹き込んでくれると感じた」と説明している。
放送から半年後、最初は半年間のみの放送予定であったことが10月03日放送分で寺内が述べ、2018年3月13日放送分で、3月26日放送分が最終回であると寺内が述べた。
2022年5月7日（8日深夜）、4年ぶりに一夜限りの復活放送が行われた。なお放送当日（5月8日）はランパンプスの結成日でもあった。

## 放送時間
- 火曜 3:00-4:30（月曜日深夜）

## パーソナリティ
- ランパンプス（小林良行・寺内ゆうき）

## コーナー
- メッコリーサ！

小林が所属している、吉本芸人で構成されたイケメン俳優風ユニット「JUNK∞TION」の楽曲である「メッコリーサ」というフレーズを使った文章を募集するコーナー。最初のスペシャルウィークのメインを張るなど、リスナーからの反響も大きい人気コーナーであったが、直後にメンバーの逢見亮太（ぷりずん。）が諸事情で芸人としての活動を休止した為、コーナーそのものが立ち消えとなり、番組内で「JUNK∞TION」の話題もされなくなった。後に同年10月31日放送分にて、リスナーのメールからこのコーナーのことについて言及された際、小林は「ノーコメント。イジらない方がいい」とコメントした。
- 5月8日

ランパンプスがコンビを結成した日「5月8日」に因んで、リスナーが大切にしている「日付」と「その日の思い出」を募集するコーナー。
- 泥

「欲望の沼」に肩まで使った人間が吐く「泥のようなセリフ」を募集するコーナー。メール読みは主に小林が担当。小林がSPWのゲスト、Leolaへの寺内の「キモキモ」な態度をイジったことから始まった。
- ちゅどん

ショート音楽動画コミュニティアプリ「TikTok」で作者不明のまま若者を中心に流行している、ランパンプスが生み出したリズムネタ「ちゅどん」を生まれ変わらせる為、リズムとテンポはそのままに現在の歌詞を凌駕する新しい歌詞を募集するコーナー。後に2018年3月21日にて元の音源にこのコーナーで投稿されたネタを加えた『ちゅどん～重心低めの神様の鎖骨～』が、iTunes・レコチョクなどで配信リリースされた。
- 寺内、大きくなる

近年、男性用サプリ『Kingpower』を服用していることから以前より体格がひとまわり大きくなった寺内に、体格を大きくしそうな漢方や食べ物を募集するコーナー。
- 小林のアイスホッケー教室

アイスホッケーが得意な小林に、アイスホッケーにまつわる素朴な疑問を募集するコーナー。

## テーマ曲
- オープニング：YOUR SONG IS GOOD×BEAT CRUSADERS「FOOL GROOVE」
- エンディング：ハーブ・アルパート&ザ・ティファナ・ブラス「BITTERSWEET SAMBA」

### フィラー
- サカナクション「多分、風。」
- クリープハイプ「イト」
- MONOEYES「Get Up」
- Base Ball Bear「すべては君のせいで」
- 凛として時雨「DIE meets HARD」
- 米津玄師「春雷」
- [Alexandros]「明日、また」

## ゲスト及びその他の出演者
- くりぃむしちゅー（2017年5月29日放送分・番組冒頭に出演）
- Leola（2017年6月12日放送分）
- 岸明日香（2017年8月22日放送分）
- ランジャタイ（2017年10月17日放送分）
- 大桃子サンライズ、恋汐りんご（バンドじゃないもん!、2017年10月31日放送分）
- 新内眞衣（乃木坂46、2017年11月21日放送分）
- 向井慧（パンサー、2017年12月12日放送分）
- JUNK∞TION（2018年1月2日放送分）

## スタッフ
- ディレクター：舟崎彩乃
- 構成：畠山健、トゥルーマン翔
- AD：三浦憲高 → コカジ
- ミキサー：大沢和隆
- LINE LIVE担当：カワシマ